# Monument de la langue Afrikaans

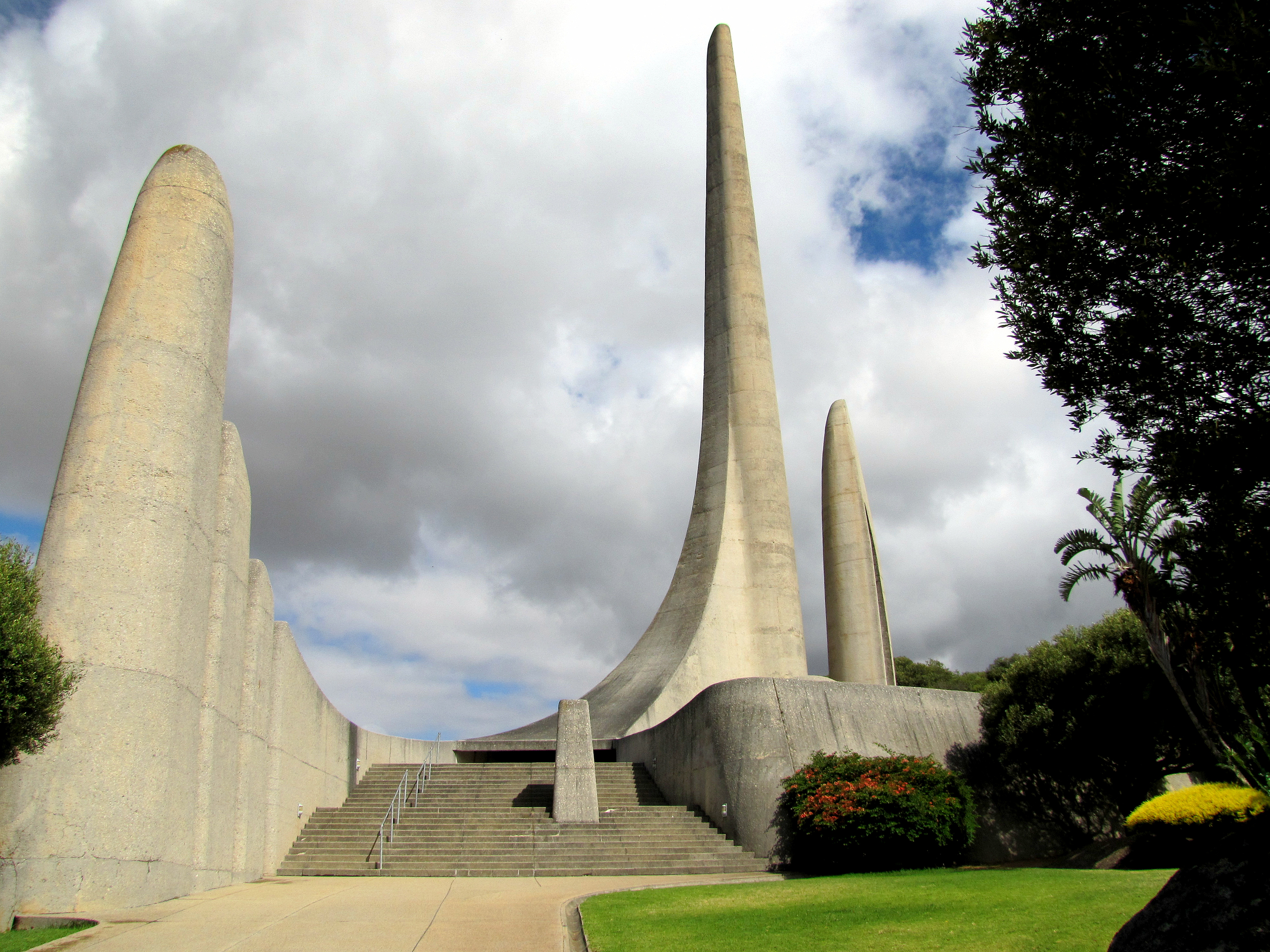
Les Obélisques du Monument à Paarl.

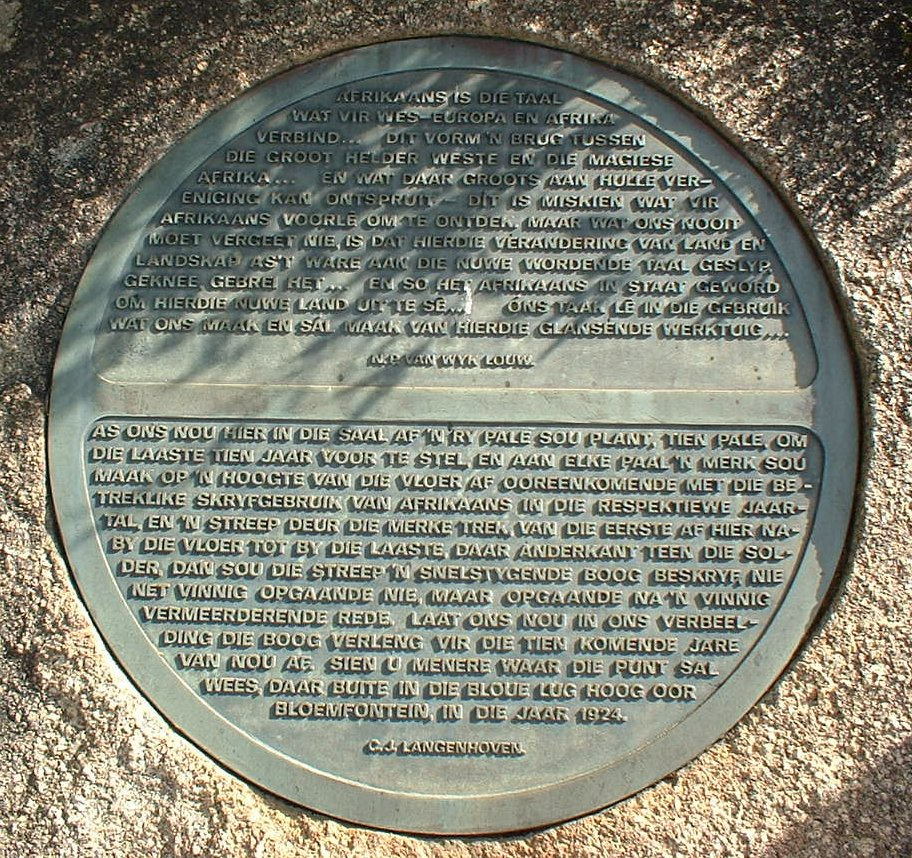
La plaque montrant deux citations.

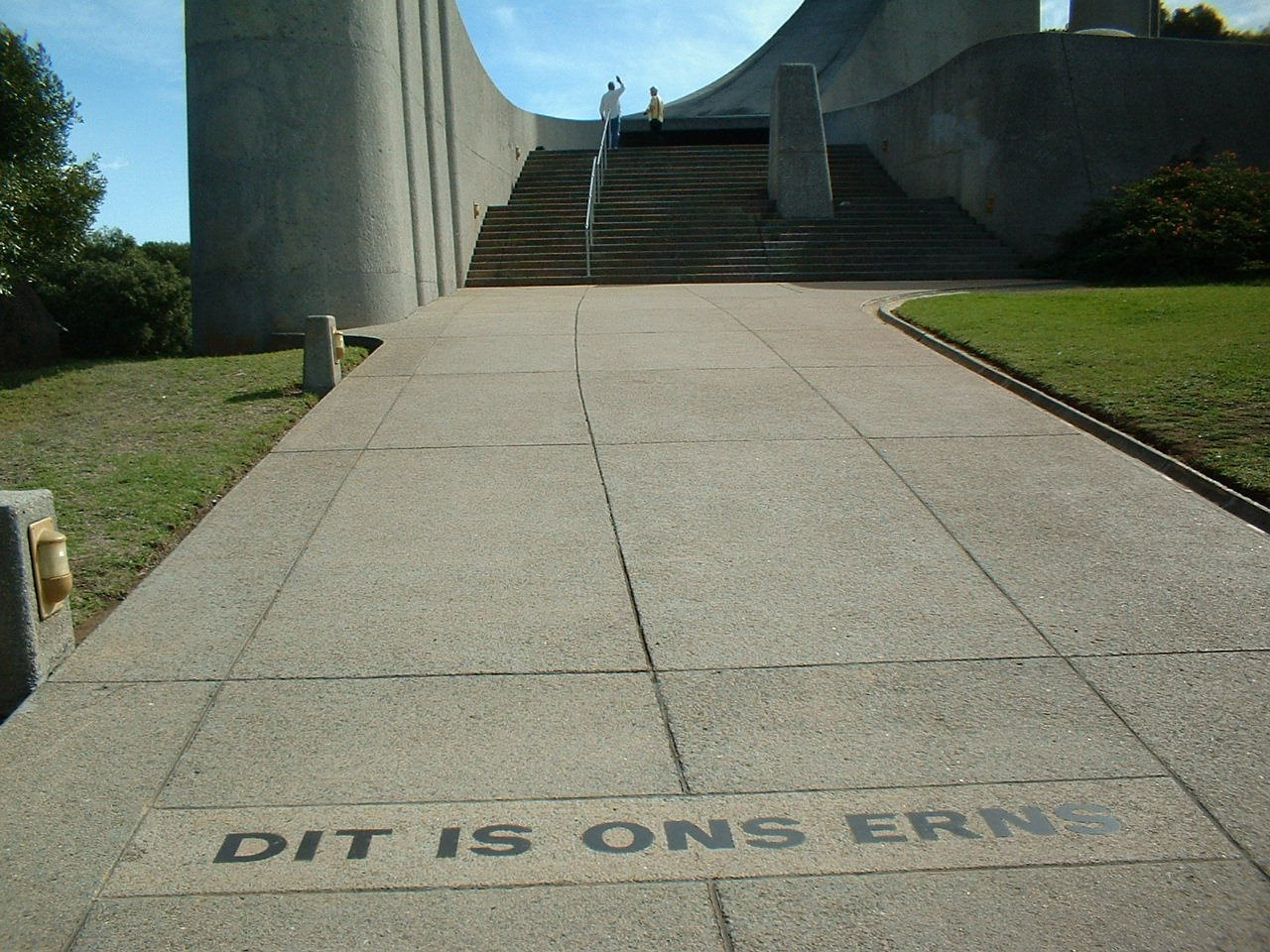
La voie qui mène au monument.

Le Monument de la langue Afrikaans (Afrikaans : Afrikaanse Taalmonument) est le seul monument dans le monde consacré à une langue. Il est situé sur une colline de Paarl en Afrique du Sud. 

## Description
Sculpté par Jan van Wijk et érigé en 1975, il célèbre le centenaire de la déclaration selon laquelle l'afrikaans est une langue séparée du néerlandais. 
Le monument se compose de diverses structures effilées aux corps convexes et concaves qui symbolisent les différentes influences linguistiques, culturelles et politiques qui ont contribué à constituer l'afrikaans :  
- Les 3 colonnes (dont la plus grande mesure 13 m), situées à gauche de l'entrée, symbolisent les langues et cultures de l'Europe occidentale (néerlandais, français, allemand, portugais et autres). Elles commencent comme des structures séparées, dont la hauteur diminue progressivement afin d'exprimer l'influence décroissante des langues européennes sur l'afrikaans, et finissent par fusionner en un arc ascendant à la base du contour principal du monument.
- A droite de l'entrée se trouve une terrasse qui représente la pointe sud de l'Afrique. Sur cette terrasse sont situés trois monticules convexes et ronds, symbolisant l'influence des langues Khoi, Nguni et Sotho. Ces structures augmentent progressivement en taille, indiquant ainsi l'influence croissante de l'Afrique sur la langue afrikaans. Ils sont eux-mêmes positionnés en un arc relié à la courbe principale du monument.
- Là où les deux arcs de l'Europe occidentale et de l'Afrique se rencontrent se forme un pont, symbolisant la fusion des langues de ces deux continents.
- La langue malaise et la culture malaise sont représentées par un mur en pierre situé sur les marches menant vers le monument. Le mur est placé entre les deux arcs précédent de sorte qu'il est séparé mais aussi unie à eux. Ces deux arcs et ce mur représentent symboliquement la base de l'afrikaans.
- La colonne principale, ou flèche du monument (57 m de haut), symbolise la croissance accélérée de l'afrikaans. Elle prend base dans un bassin d'eau, renforçant le concept de l'afrikaans comme une entité vivante et croissante.
- La deuxième colonne (28 m) représente la République d'Afrique du Sud. Cette colonne autonome ne concerne pas spécifiquement l'afrikaans, mais fait partie intégrante de l'ensemble. Il est creux et donc ouvert à l'Afrique, indiquant l'interaction qui existe entre l'Afrikaans, l'Afrique du Sud et le continent africain.

Sur une grande plaque à l'entrée, deux citations des poètes importants de la langue afrikaans sont écrits :
- Afrikaans is die taal wat vir Wes-Europa en Afrika verbind... Dit vorm 'n brug tussen die groot helder Weste en die magiese Afrika... En wat daar groots aan hulle vereniging kan ontspruit – dit is miskien wat vir Afrikaans voorlê om te ontdek. Maar wat ons nooit moet vergeet nie, is dat hierdie verandering van land en landskap as't ware aan die nuwe wordende taal geslyp, geknee, gebrei het... En so het Afrikaans in staat geword om hierdie nuwe land uit te sê... Ons taak lê in die gebruik wat ons maak en sal maak van hierdie glansende werktuig... -- N.P. Van Wyk Louw

« L'afrikaans est la langue qui relie l’Europe de l'ouest et l'Afrique... Il forme un pont permettant le contact entre la grandeur de la civilisation occidentale et la magie de l'Afrique... Et tout ce qui peut naître de majestueux de leur union, l'afrikaans devra sans doute le découvrir dans les années à venir. Mais nous ne devons jamais oublier que c’est ce changement de pays et de paysage qui a poli, brassé et tissé cette nouveau-née parmi les langues... Et ainsi l'afrikaans a pu faire entendre l’histoire de cette nouvelle terre... Nous sommes maintenant responsables de l'utilisation que nous faisons et que nous ferons de cet outil admirable. »
- As ons nou hier in die saal af 'n ry pale sou plant, tien pale, om die laaste tien jaar voor te stel, en aan elke paal 'n merk sou maak op 'n hoogte van die vloer af ooreenkomende met die betreklike skryfgebruik van Afrikaans in die respektiewe jaartal, en 'n streep deur die merke trek van die eerste af hier naby die vloer tot by die laaste daar anderkant teen die solder, dan sou die streep 'n snelstygende boog beskryf, nie net vinnig opgaande nie, maar opgaande na 'n vinnig vermeerderende rede. Laat ons nou in ons verbeelding die boog verleng vir die tien komende jare van nou af. Sien u menere waar die punt sal wees, daar buite in die bloue lug hoog oor Bloemfontein, in die jaar 1924. -- Cornelis Jacobus Langenhoven

« Si nous plantons une rangée des poteaux en bas de ce hall maintenant, dix poteaux, pour représenter les dix dernières années, et sur chaque poteau nous faisons une marque à une taille à partir du plancher correspondant à l'utilisation écrite relative de l'afrikaans par année respective, et nous traçons une ligne, dès le début ici près du plancher au bout là-bas contre le traçage, alors la ligne décrirait un arc se levant rapidement, se levant non seulement rapidement, mais se levant d'une façon rapidement croissante. Laissez-nous maintenant, dans notre imagination, prolongez l'arc pendant les dix prochaines années dès maintenant. Voyez-vous, Messieurs, où le point sera, extérieur dans le ciel bleu haut Bloemfontein fini, en l'année 1924. »
L'expression « Dit is ons erns » (littéralement c'est notre passion, ou c'est notre sérieux) est inscrite sur la voie amenant au monument.

## Un possible renommage du monument
Le 10 mars 2022, Nathi Mthethwa, le ministre sud-africain des Arts et de la Culture a demandé à la direction du monument, au motif d'inclusivité, de supprimer la référence à l'afrikaans dans son nom, provoquant des réactions hostiles de l'Alliance démocratique et des mouvements afrikaans,,. Cette demande intervient peu de temps après une autre polémique concernant Blade Nzimande, le ministre de l'éducation supérieure, qui proposait, pour l'enseignement, de déclassifier l'afrikaans en tant que langue indigène à l'Afrique du Sud,.